# Anina
Anina (węg. Stájerlakanina) – miasto w Rumunii, w okręgu Caraș-Severin, w Banacie. Liczy 11 tys. mieszkańców (2006).
W mieście rozwinął się przemysł metalowy, drzewny, spożywczy oraz koksowniczy.
Ważny ośrodek wydobycia węgla kamiennego.
W mieście jest stacja kolejowa Anina.